# 佛朗哥·特林卡韦利
佛朗哥·特林卡韦利（義大利語：Franco Trincavelli，1935年6月7日—1983年11月10日），意大利男子赛艇运动员。他曾代表意大利参加1956年和1960年夏季奥林匹克运动会赛艇比赛，共获得一枚金牌和一枚铜牌。